# Saulius Kuzminskas
Saulius Kuzminskas (Vilnius, 30 maggio 1982) è un ex cestista e allenatore di pallacanestro lituano.
Suo fratello Mindaugas Kuzminskas è anch'egli un cestista.

## Palmarès
- Coppa di Polonia: 1

Trefl Sopot: 2012
- Match des Champions: 1

Gravelines: 2005
- ULEB Cup: 1

Lietuvos rytas: 2004-05